# Aeroporto de Delling
O Aeroporto de Delling (ICAO: HSDL) é um aeroporto localizado na cidade de Delling, no Sudão. Situado a 500 quilômetros da capital do país Cartum.